# Conejos County
Das Conejos County [koˈnexos] (aus dem Spanischen für „Kaninchen“), ehemals Guadalupe, ist ein (County) im Süden des US-Bundesstaates Colorado. Der Verwaltungssitz (County Seat) ist Conejos.

## Geographie
Das County wurde benannt nach dem gleichnamigen Fluss, der schlangenförmig den Großteil des Bezirks durchfließt. Am westlichen Rand des San-Luis-Tals erstreckt er sich vom Rio Grande (Rio Bravo) bis zum San-Luis-Gebirge an der kontinentalen Wasserscheide. Umschlossen wird Conejos von Westen her im Uhrzeigersinn nach Osten von den Bezirken Archuleta, Rio Grande, Alamosa und Costilla. Zu letzterem bildet der Rio Grande eine natürliche Bezirksgrenze. Im Süden grenzt Conejos schließlich an die Verwaltungseinheiten Rio Arriba und Taos des US-Bundesstaates New Mexico.

## Demografische Daten

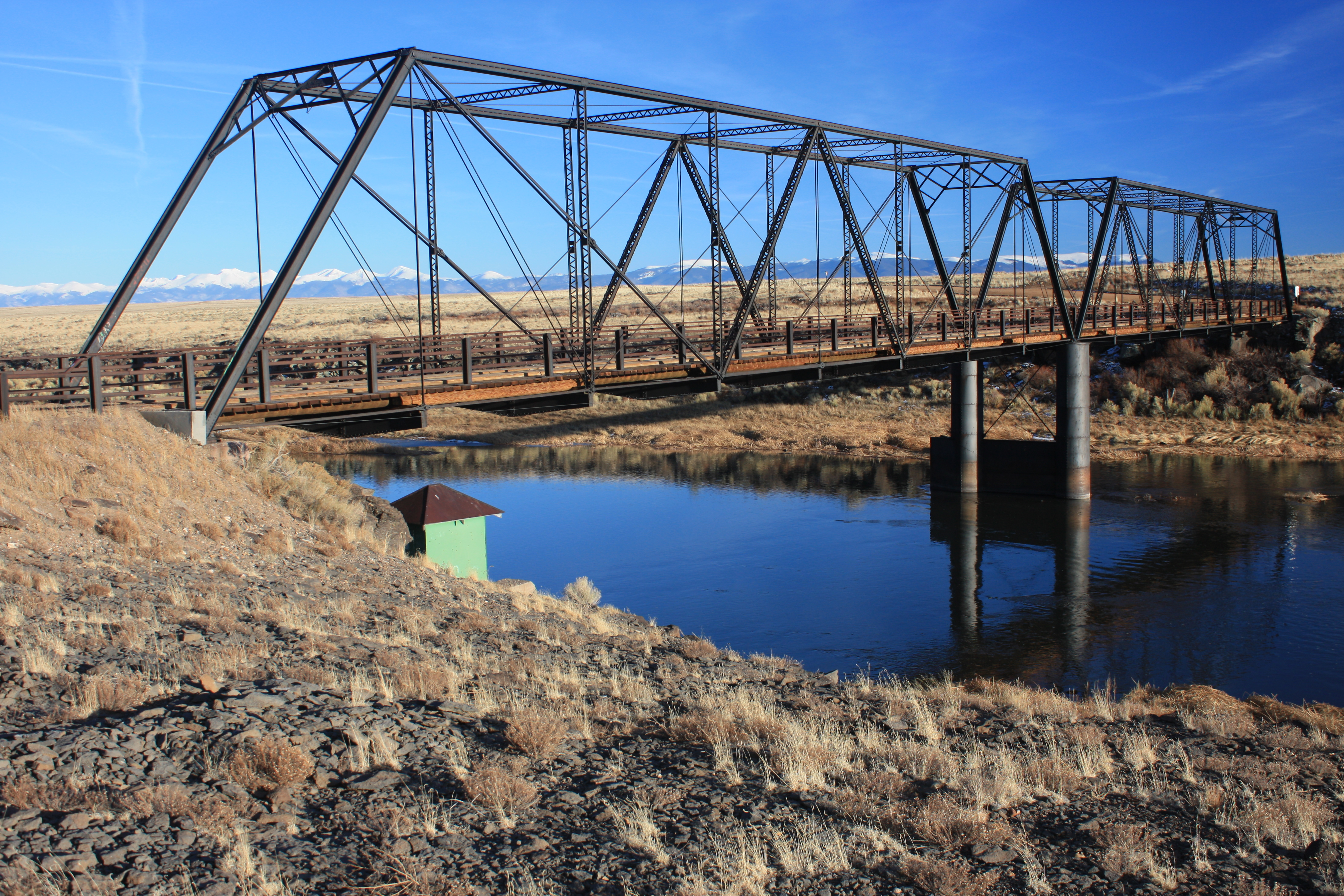
Costilla Crossing Bridge (2010). Diese 1892 erbaute Brücke ist seit Februar 1985 im NRHP eingetragen.

Nach der Volkszählung im Jahr 2000 lebten im County 8400 Menschen. Es gab 2980 Haushalte und 2211 Familien. Die Bevölkerungsdichte betrug 3 Einwohner pro Quadratkilometer. Ethnisch betrachtet setzte sich die Bevölkerung zusammen aus 72,76 Prozent Weißen, 0,21 Prozent Afroamerikanern, 1,69 Prozent amerikanischen Ureinwohnern, 0,15 Prozent Asiaten, 0,07 Prozent Bewohnern aus dem pazifischen Inselraum und 21,50 Prozent aus anderen ethnischen Gruppen; 3,61 Prozent stammten von zwei oder mehr Ethnien ab. 58,92 Prozent der Bevölkerung waren spanischer oder lateinamerikanischer Abstammung.
Von den 2.980 Haushalten hatten 38,5 Prozent Kinder und Jugendliche unter 18 Jahre, die bei ihnen lebten. 56,3 Prozent waren verheiratete, zusammenlebende Paare, 12,7 Prozent waren allein erziehende Mütter. 25,8 Prozent waren keine Familien. 23,7 Prozent waren Singlehaushalte und in 11,5 Prozent lebten Menschen im Alter von 65 Jahren oder darüber. Die Durchschnittshaushaltsgröße betrug 2,80 und die durchschnittliche Familiengröße lag bei 3,33 Personen.
Auf das gesamte County bezogen setzte sich die Bevölkerung zusammen aus 32,1 Prozent Einwohnern unter 18 Jahren, 8,5 Prozent zwischen 18 und 24 Jahren, 23,6 Prozent zwischen 25 und 44 Jahren, 20,8 Prozent zwischen 45 und 64 Jahren und 15,0 Prozent waren 65 Jahre alt oder darüber. Das Durchschnittsalter betrug 34 Jahre. Auf 100 weibliche Personen kamen 98,5 männliche Personen, auf 100 Frauen im Alter ab 18 Jahren kamen statistisch 98,1 Männer.
Das jährliche Durchschnittseinkommen eines Haushalts betrug 24.744 USD, das Durchschnittseinkommen der Familien betrug 29.066 USD. Männer hatten ein Durchschnittseinkommen von 26.351 USD, Frauen 20.200 USD. Das Prokopfeinkommen betrug 12.050 USD. 23,0 Prozent der Bevölkerung und 18,6 Prozent der Familien lebten unterhalb der Armutsgrenze. Darunter waren 28,2 Prozent der Bevölkerung unter 18 Jahren und 17,3 Prozent der Einwohner ab 65 Jahren.

## Kultur und Sehenswürdigkeiten

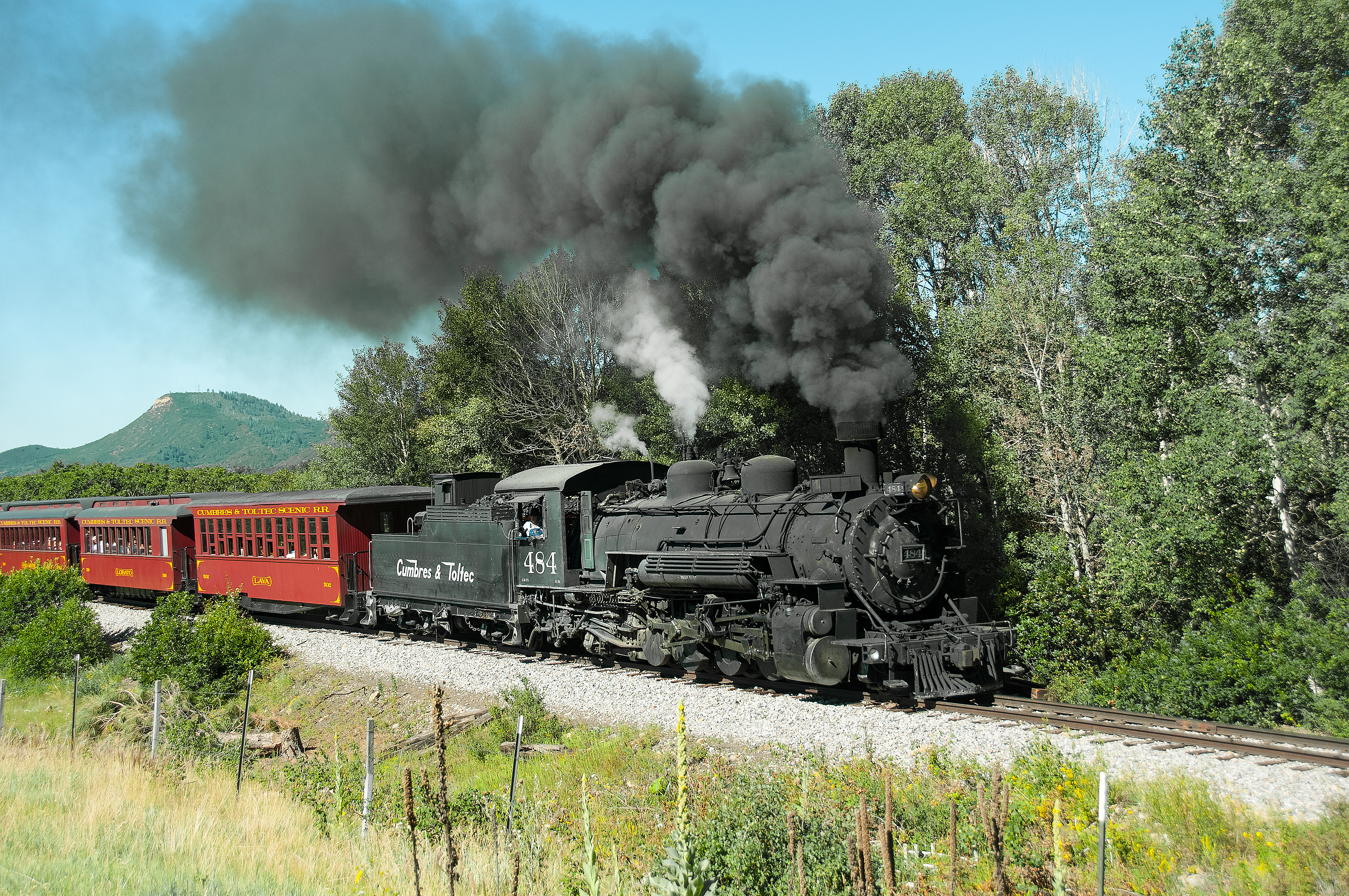
Diese durch Antonito führende Museumsbahn, deren Strecke als Cumbres and Toltec Scenic Railroad bekannt ist, ist seit Oktober 2012 als National Historic Landmark anerkannt.

13 Bauwerke, Stätten und historische Bezirke (Historic Districts) des Countys sind im National Register of Historic Places („Nationales Verzeichnis historischer Orte“; NRHP) eingetragen (Stand 20. August 2022), wobei das ehemalige Pike’s Stockade und die Museumseisenbahn Denver & Rio Grande Railroad San Juan Extension den Status von National Historic Landmarks („Nationales historisches Wahrzeichen“) haben.

## Orte
- Antonito
- Bountiful
- Cañon
- Capulin
- Centro
- Conejos
- Cumbres
- Espinosa
- Fox Creek
- Guadalupe
- La Jara
- Las Mesitas
- Lasauses
- Lobatos
- Los Cerritos
- Manassa
- Mogote
- Morgan
- Ortiz
- Osier
- Paisaje
- Platoro
- Richfield
- Romeo
- San Antonio
- Sanford

## Flüsse
| - Antonio - Conejos | - La Jara - Rio Grande (Grenzfluss zu Costilla) |